# Leichtathletik-Europameisterschaften 2006/800 m der Frauen

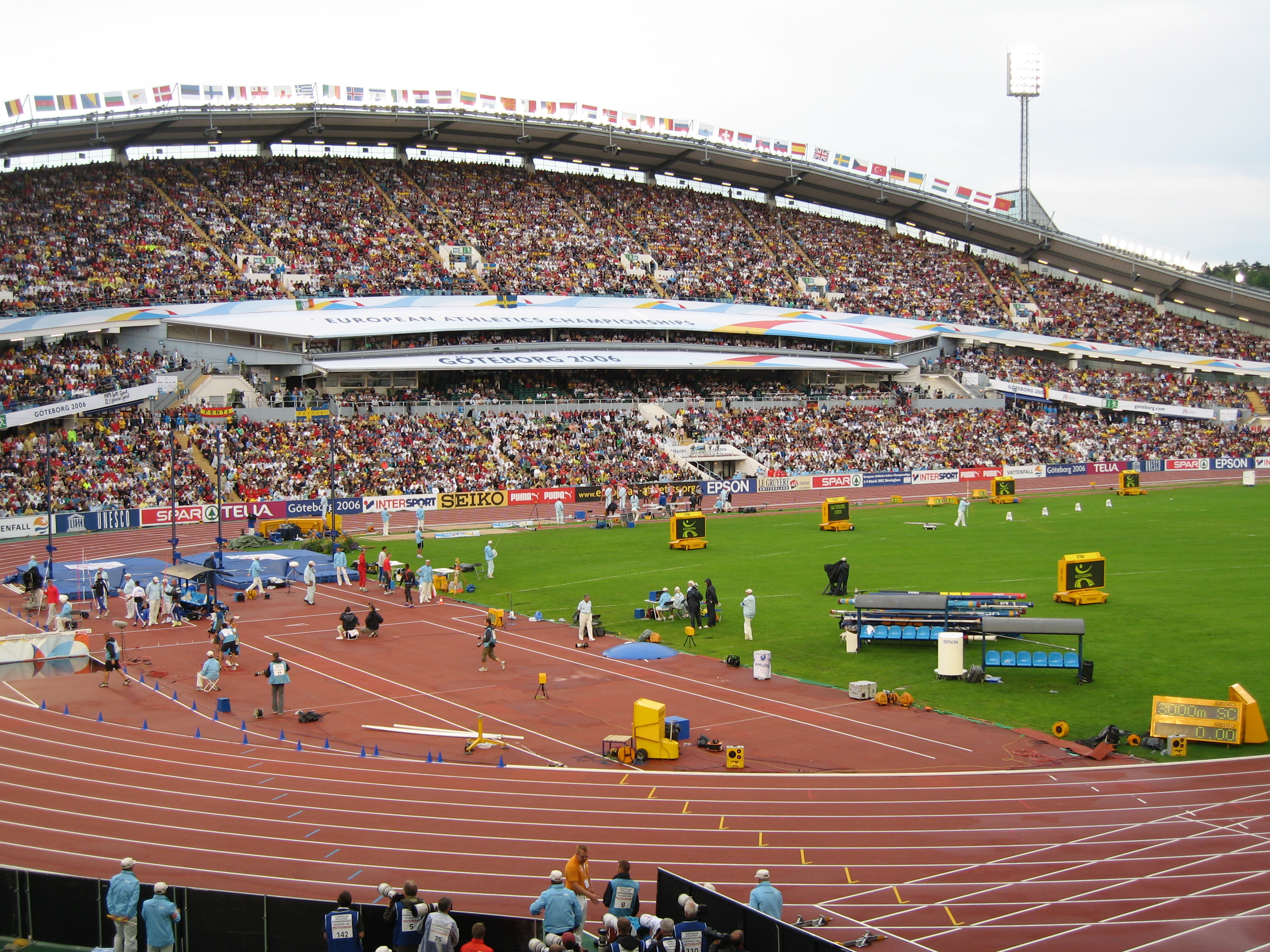
Das Ullevi-Stadion in Göteborg während der Europameisterschaften 2006

Der 800-Meter-Lauf der Frauen bei den Leichtathletik-Europameisterschaften 2006 wurde vom 8. bis 10. August 2006 im Ullevi-Stadion der schwedischen Stadt Göteborg ausgetragen.
Die russischen Läuferinnen erzielten in diesem Wettbewerb einen Doppelsieg. Europameisterin wurde Olga Kotljarowa. Rang zwei belegte Swetlana Kljuka. Die Britin Rebecca Lyne errang die Bronzemedaille.

## Bestehende Rekorde
| Weltrekord           | 1:53,28 min | Jarmila Kratochvílová | München, BR Deutschland | 26. Juli 1983     |
| Europarekord         | 1:53,28 min | Jarmila Kratochvílová | München, BR Deutschland | 26. Juli 1983     |
| Meisterschaftsrekord | 1:55,41 min | Olga Minejewa         | EM Athen, Griechenland  | 8. September 1982 |

Der bereits seit 1982 bestehende EM-Rekord wurde auch bei diesen Europameisterschaften nicht erreicht. Die schnellste Zeit erzielte die russische Europameisterin Olga Kotljarowa im Finale mit 1;57,38 min, womit sie 1,97 s über dem Rekord blieb. Zum Welt- und Europarekord fehlten ihr 4,10 s.

## Legende
Kurze Übersicht zur Bedeutung der Symbolik – so üblicherweise auch in sonstigen Veröffentlichungen verwendet:
| DSQ | disqualifiziert                          |
| DNF | Wettkampf nicht beendet (did not finish) |
| DNS | nicht am Start (did not start)           |
| IWR | Internationale Wettkampfregeln           |
| TR  | Technische Regeln                        |

## Vorrunde
Die Vorrunde wurde in vier Läufen durchgeführt. Vorgesehen war, dass sich die ersten drei Athletinnen pro Lauf (hellblau unterlegt) sowie die darüber hinaus vier zeitschnellsten Läuferinnen (hellgrün unterlegt) für das Halbfinale qualifizieren. Im vierten und letzten Rennen kam es zu einer Behinderung durch die Portugiesin Maria Carmo Tavares, die anschließend disqualifiziert wurde. Gleichzeitig erhielten die beiden dadurch benachteiligten Läuferinnen Elisa Cusma und Amanda Pritchard auf den Plätzen vier und sechs ein Startrecht für das Finale (hellbraun unterlegt), obwohl sie sich nach den Regeln nicht qualifiziert hatten. Außerdem waren siebzehn statt sechzehn Teilnehmerinnen im Halbfinale dabei, sodass in einem der beiden Semifinalrennen neun Athletinnen am Start waren.

### Vorlauf 1

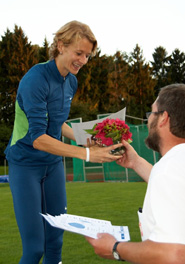
Monika Gradzki schied als Sechste ihres Vorlaufs aus

7. August 2006, 17:50 Uhr
| Platz | Name                   | Nation       | Zeit (min) |
| ----- | ---------------------- | ------------ | ---------- |
| 1     | Mayte Martínez         | Spanien      | 2:01,71    |
| 2     | Swetlana Tscherkassowa | Russland     | 2:01,82    |
| 3     | Teodora Kolarowa       | Bulgarien    | 2:01,94    |
| 4     | Aneta Lemiesz          | Polen        | 2:02,11    |
| 5     | Mihaela Neacșu         | Rumänien     | 2:03,42    |
| 6     | Monika Gradzki         | Deutschland  | 2:03,64    |
| 7     | Anny Christofidou      | Griechenland | 2:11,70    |

### Vorlauf 2
7. August 2006, 18:00 Uhr
| Platz | Name                 | Nation         | Zeit (min) |
| ----- | -------------------- | -------------- | ---------- |
| 1     | Rebecca Lyne         | Großbritannien | 2:01,87    |
| 2     | Tetjana Petljuk      | Ukraine        | 2:01,90    |
| 3     | Ewelina Sętowska     | Polen          | 2:02,43    |
| 4     | Rikke Rønholt        | Dänemark       | 2:02,68    |
| 5     | Élisabeth Grousselle | Frankreich     | 2:02,69    |
| 6     | Sandra Teixeira      | Portugal       | 2:04,73    |

### Vorlauf 3
7. August 2006, 18:10 Uhr
| Platz | Name             | Nation         | Zeit (min) |
| ----- | ---------------- | -------------- | ---------- |
| 1     | Olga Kotljarowa  | Russland       | 2:01,01    |
| 2     | Jolanda Čeplak   | Polen          | 2:01,08    |
| 3     | Jemma Simpson    | Großbritannien | 2:01,55    |
| 4     | Liliana Popescu  | Rumänien       | 2:01,87    |
| 5     | Vanja Perišić    | Kroatien       | 2:03,53    |
| 6     | Virginie Fouquet | Frankreich     | 2:05,62    |

### Vorlauf 4
7. August 2006, 18:20 Uhr
| Platz | Name                | Nation         | Zeit (min) | Anmerkung                                                 |
| ----- | ------------------- | -------------- | ---------- | --------------------------------------------------------- |
| 1     | Swetlana Kljuka     | Russland       | 2:02,92    |                                                           |
| 2     | Brigita Langerholc  | Slowenien      | 2:03,04    |                                                           |
| 3     | Lucia Klocová       | Slowakei       | 2:03,17    |                                                           |
| 4     | Elisa Cusma         | Italien        | 2:06,37    | für das Halbfinale qualifiziert, weil sie behindert wurde |
| 5     | Esther Desviat      | Spanien        | 2:07,11    |                                                           |
| 6     | Amanda Pritchard    | Großbritannien | 2:12,32    | für das Halbfinale qualifiziert, weil sie behindert wurde |
| DSQ   | Maria Carmo Tavares | Portugal       |            | IWR 163, TR17.2 – Behinderung                             |

## Halbfinale
In den beiden Halbfinalläufen qualifizierten sich die jeweils ersten drei Athletinnen – hellblau unterlegt – sowie die darüber hinaus zwei zeitschnellsten Läuferinnen – hellgrün unterlegt – für das Finale.

### Lauf 1

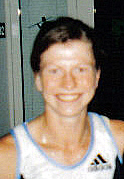
Ewelina Sętowska erreichte als Vierte ihres Halbfinallaufs nicht das Finale
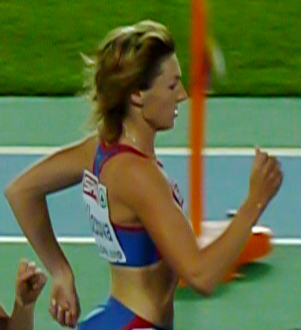
Lucia Klocovás fünfter Platz im ersten Semifinale war zu wenig, um im Finale dabei zu sein
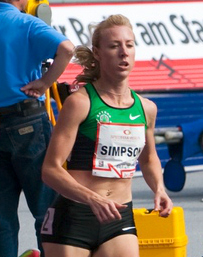
Jemma Simpson wurde Sechste in ihrem Halbfinalrennen und schied damit aus
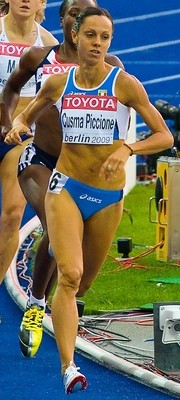
Elisa Cusma, spätere Elisa Piccione, erreichte als Siebte des ersten Semifinales nicht das Finale

8. August 2006, 17:45 Uhr
| Platz | Name                   | Nation         | Zeit (min) |
| ----- | ---------------------- | -------------- | ---------- |
| 1     | Olga Kotljarowa        | Russland       | 2:00,03    |
| 2     | Swetlana Tscherkassowa | Russland       | 2:00,05    |
| 3     | Mayte Martínez         | Spanien        | 2:00,59    |
| 4     | Ewelina Sętowska       | Polen          | 2:00,60    |
| 5     | Lucia Klocová          | Slowakei       | 2:00,63    |
| 6     | Jemma Simpson          | Großbritannien | 2:01,12    |
| 7     | Elisa Cusma            | Italien        | 2:01,17    |
| 8     | Rikke Rønholt          | Dänemark       | 2:01,17    |
| 9     | Jolanda Čeplak         | Polen          | 2:02,59    |

### Lauf 2
8. August 2006, 17:55 Uhr
| Platz | Name                 | Nation         | Zeit (min) |
| ----- | -------------------- | -------------- | ---------- |
| 1     | Swetlana Kljuka      | Russland       | 1:58,80    |
| 2     | Rebecca Lyne         | Großbritannien | 1:59,11    |
| 3     | Brigita Langerholc   | Slowenien      | 1:59,45    |
| 4     | Tetjana Petljuk      | Ukraine        | 1:59,84    |
| 5     | Teodora Kolarowa     | Bulgarien      | 2:00,42    |
| 6     | Aneta Lemiesz        | Polen          | 2:01,25    |
| 7     | Liliana Popescu      | Rumänien       | 2:01,52    |
| DNF   | Élisabeth Grousselle | Frankreich     |            |
| DNS   | Amanda Pritchard     | Großbritannien |            |

## Finale

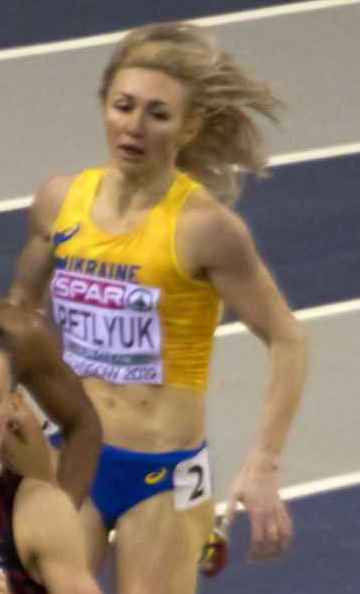
Tetjana Petljuk erreichte Platz vier
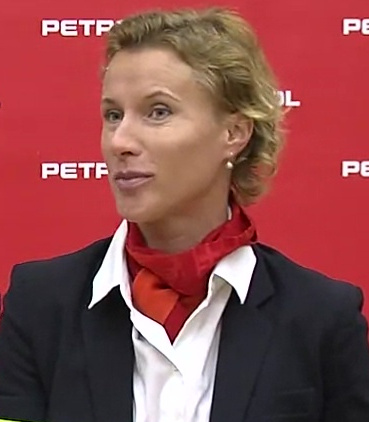
Brigita Langerholc kam auf den fünften Platz
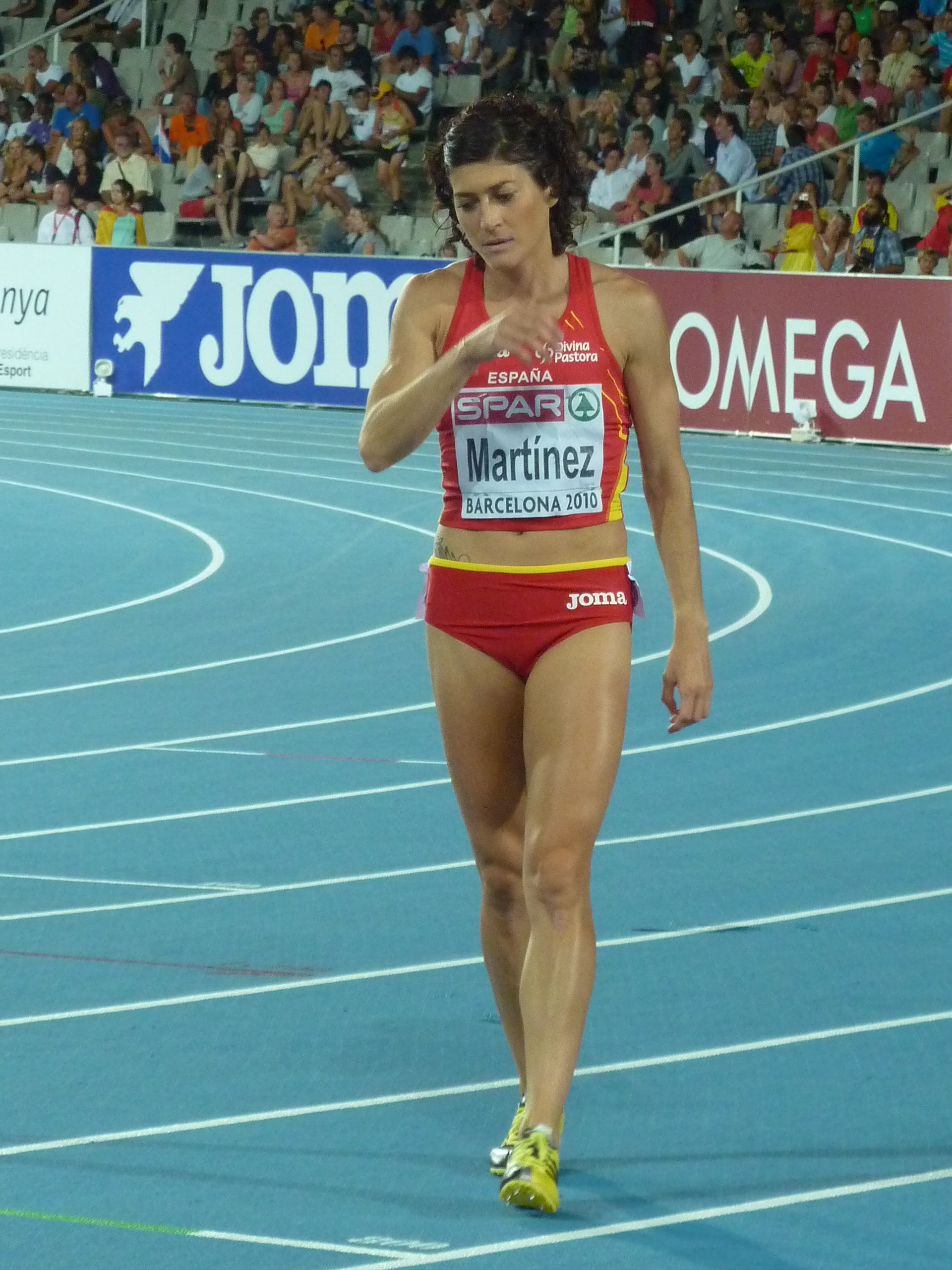
Die Vizeeuropameisterin von 2002 Mayte Martínez musste mit Rang sieben zufrieden sein

10. August 2006, 20:05 Uhr
| Platz | Name                   | Nation         | Zeit (min) |
| ----- | ---------------------- | -------------- | ---------- |
| 1     | Olga Kotljarowa        | Russland       | 1:57,38    |
| 2     | Swetlana Kljuka        | Russland       | 1:57,45    |
| 3     | Rebecca Lyne           | Großbritannien | 1:58,45    |
| 4     | Tetjana Petljuk        | Ukraine        | 1:58,65    |
| 5     | Brigita Langerholc     | Slowenien      | 1:59,30    |
| 6     | Teodora Kolarowa       | Bulgarien      | 2:00,00    |
| 7     | Mayte Martínez         | Spanien        | 2:00,10    |
| 8     | Swetlana Tscherkassowa | Russland       | 2:00,43    |

Die Russinnen waren nach der Bestenliste vor den Europameisterschaften mit den schnellsten Zeiten gemeldet und mussten nur ein Bummelrennen fürchten, weil dann die Spurtkraft der Spanierin Mayte Martínez zu beachten war. Swetlana Tscherkassowa opferte ihre eigene Chancen und gab die Tempomacherin. Sie fiel zwar am Schluss auf den letzten Platz zurück, aber ihre Teamkolleginnen gewannen Gold und Silber. Die Siegerin Olga Kotljarowa, seit Jahren Mitglied erfolgreicher russischer 4-mal-400-Meter-Staffeln, kam nach ihrem Umstieg auf die 800-Meter-Distanz zu ihrem ersten großen Einzeltitel.

## Videolink
- 2006 European Championships Women's 800m, youtube.com, abgerufen am 29. Januar 2023